# Kriegerdenkmal Laucha

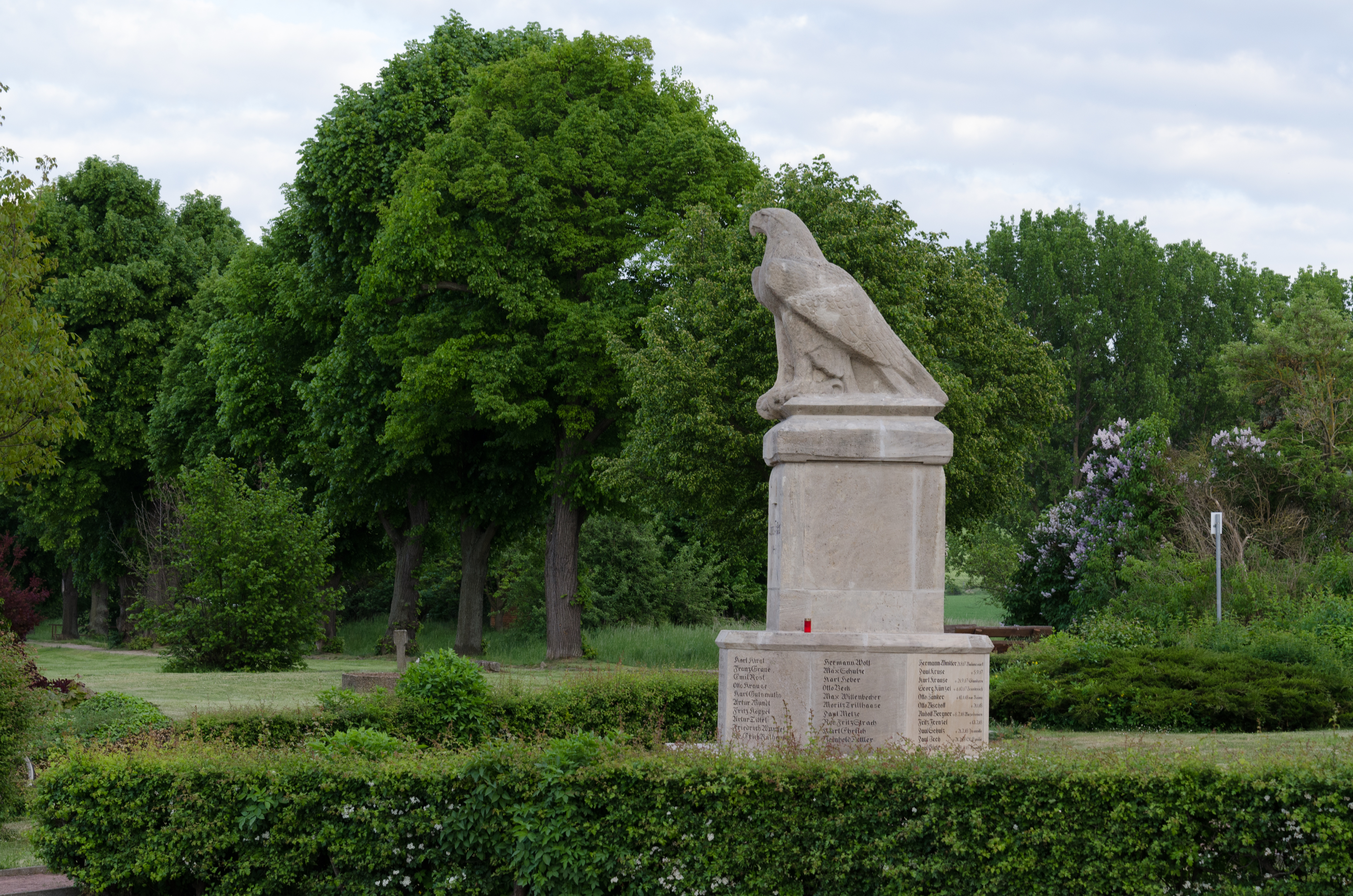
Kriegerdenkmal Laucha von der Seite

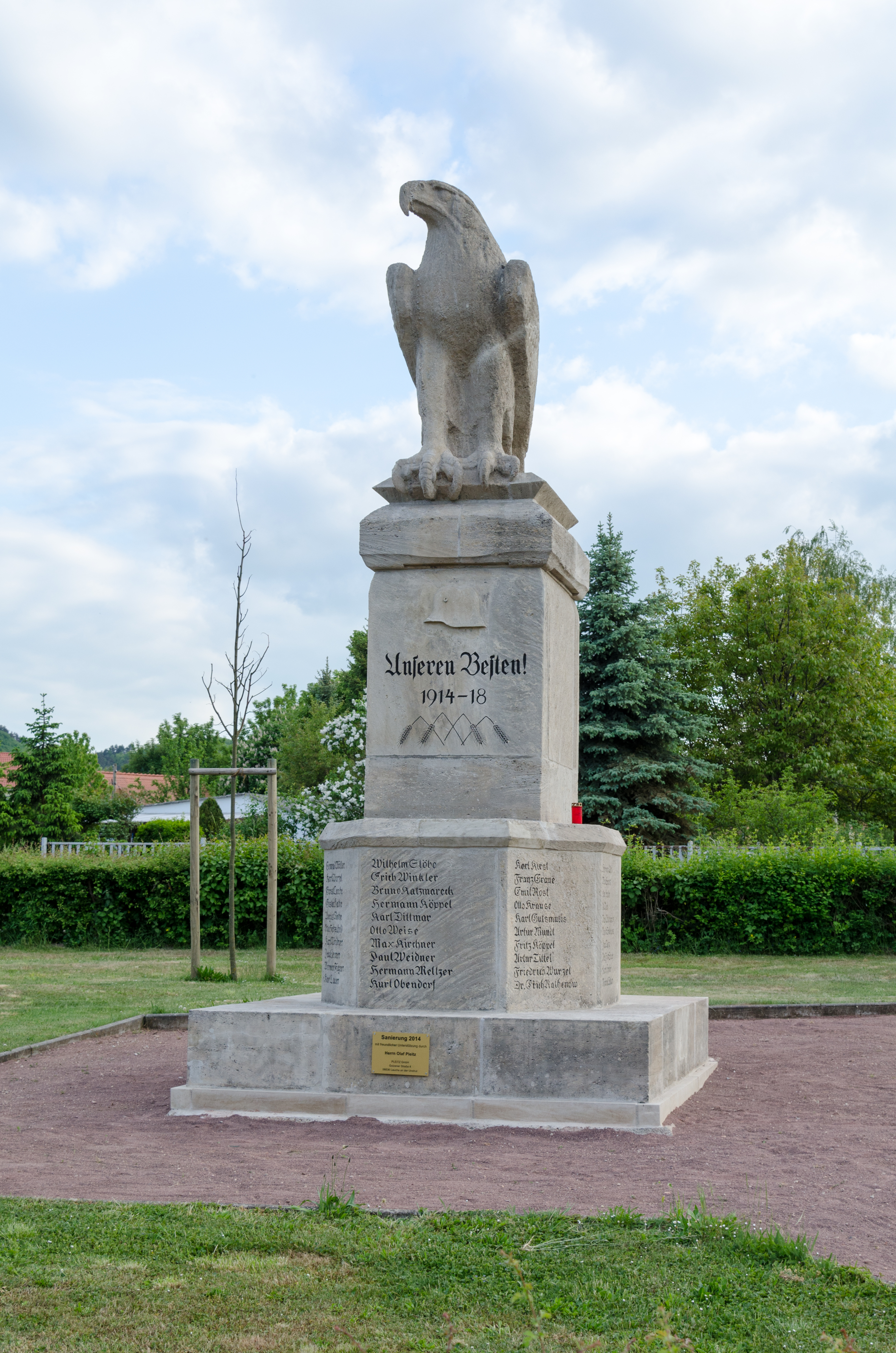
Kriegerdenkmal Laucha von vorne

Das Kriegerdenkmal Laucha ist ein denkmalgeschütztes Kriegerdenkmal in der Gemeinde Laucha an der Unstrut in Sachsen-Anhalt. Im örtlichen Denkmalverzeichnis ist der Gedenkstein unter der Erfassungsnummer 094 83010 als Baudenkmal verzeichnet.
Das Kriegerdenkmal von Laucha an der Unstrut ist ein Denkmal für die Gefallenen des Ersten Weltkriegs. Es handelt sich hierbei um eine Stele auf einem Sockel. Die Stele ist von einer achteckigen Mauer eingeschlossen und wird gekrönt von einem Adler mit angelegten Flügeln. In der Mitte der Stele an der Vorderseite befindet sich das Relief eines Stahlhelms und darunter die Inschrift Unseren Besten 1914 – 18. Auf dem Kriegerdenkmal befindet sich die Inschrift Den Opfern von Kriegen und Gewaltherrschaft. Auf den Außenseiten der Mauer wurden die Namen der Gefallenen eingemeißelt. Manche der Namen sind aufgrund der Verwitterung nicht mehr lesbar.

## Quelle
- Kriegerdenkmal Laucha, abgerufen am 8. September 2017.